# 19 juin
Pour les articles homonymes, voir Dix-Neuf-Juin.
 (avril 2022).
Si vous disposez d'ouvrages ou d'articles de référence ou si vous connaissez des sites web de qualité traitant du thème abordé ici, merci de compléter l'article en donnant les références utiles à sa vérifiabilité et en les liant à la section « Notes et références ».
19 mai 19 juillet
Chronologies thématiques
- Croisades
- Ferroviaires
- Sports
- Disney
- Anarchisme
- Catholicisme

Abréviations / Voir aussi
- (° 1852) = né en 1852
- († 1885) = mort en 1885
- a.s. = calendrier julien
- n.s. = calendrier grégorien
- Calendrier
- Calendrier perpétuel
- Liste de calendriers
- Naissances du jour

Le 19 juin est le 170e jour, moins souvent le 171e, de l'année du calendrier grégorien ; il en reste ensuite 195.
Son équivalent était généralement le 1er messidor du calendrier républicain ou révolutionnaire français, officiellement dénommé jour du seigle.
C'est aussi une date possible mais exceptionnelle pour le solstice d'été dans l'hémisphère nord et celui d'hiver dans l'hémisphère sud, et alors le début respectif de l'été ou de l'hiver dans chacun desdits deux hémisphères, les dates plus fréquentes étant les 20, 21 et 22 juin.

## Événements

### Xesiècle
- 936 : couronnement de Louis IV d'Outremer comme roi de France.

### XIesiècle
- 1097 : fin du siège de Nicée et prise de ladite ville sur les Turcs seldjoukides par les croisés lors de la première croisade.

### XIIesiècle
- 1157 : bataille du lac Mèron, défaite des Templiers, dont le Grand-Maître, Bertrand de Blanquefort, est fait prisonnier par Nur ad-Din.

### XIIIesiècle
- 1299 : par le traité de Montreuil-sur-Mer, qui rétablit la paix entre la France, le Comté de Flandre et l'Angleterre, le Français Philippe IV le Bel rend la Guyenne à son grand vassal le roi d'Angleterre Édouard Ier, mais conserve la ville de Bordeaux[2].

### XIVesiècle
- 1306 : victoire anglaise, à la bataille de Methven, pendant la première guerre d'indépendance de l'Écosse.
- 1369 : Philippe II le Hardi, duc de Bourgogne, frère du roi de France Charles V, épouse Marguerite III de Flandre, héritière du comte de Flandre Louis de Mâle.

### XVIIesiècle
- 1669 : Michał Wiśniowiecki est élu roi de Pologne.

### XVIIIesiècle
- 1790 : abolition de nombreux droits de la noblesse et du clergé en France[3].
- 1794: début du siège de Calvi.
- 1799 : bataille de la Trebbia.
- 1800 : l'armée française, commandée par Moreau, bat les Autrichiens, à la bataille d'Höchstädt.

### XIXesiècle
- 1816 : bataille de la Grenouillère, opposant la compagnie de la Baie d'Hudson à la compagnie du Nord-Ouest.
- 1847 : signature de la convention de Jarnac entre la France et le Royaume-Uni.
- 1850 : mariage de Charles XV et Louise des Pays-Bas.
- 1864 : bataille navale, entre la corvette sudiste CSS Alabama, et la frégate nordiste USS Kearsarge, au large de Cherbourg (Cherbourg-en-Cotentin depuis 2016). Le CSS Alabama est coulé.
- 1865 : l'abolition de l'esclavage est annoncée au Texas. Ce jour est commémoré sous le nom de Juneteenth.
- 1867 : Maximilien Ier du Mexique est fusillé à Querétaro.

### XXesiècle
- 1913 : entrée en vigueur du Natives Land Act, dans l'Union d'Afrique du Sud.
- 1934 : le Congrès des États-Unis vote le Communications Act, qui crée la Commission fédérale des communications.
- 1937 : la ville de Bilbao (Pays basque, Espagne) tombe aux mains des franquistes, durant la bataille de Bilbao.
- 1940 : les troupes allemandes découvrent, à la Charité-sur-Loire, un train abandonné transportant les archives secrètes du grand quartier général français.
- 1953 : exécution de Julius Rosenberg, et de sa femme Ethel Rosenberg, accusés d'espionnage au profit de l'URSS.
- 1956 : exécution, à Alger, des premiers membres du FLN condamnés à mort[4].
- 1960 : visite du président américain Dwight D. Eisenhower en Corée du Sud[5].
- 1961 : le Koweït, territoire sous contrôle britannique, accède à l'indépendance, après l'abolition du traité de protectorat de 1899.
- 1965 : coup d'État qui porte Houari Boumédiène au pouvoir, en Algérie.
- 1979 : élections présidentielle et législatives, au Mali. Moussa Traoré est réélu président de la République.
- 1987 : l'ETA commet l'attentat de l'Hipercor, à Barcelone.
- 1990 :
  - signature à Schengen, au Luxembourg, de la convention du même nom sur la libre circulation entre la France, la République fédérale d'Allemagne et les trois pays du Benelux.
  - abrogation de la loi de ségrégation raciale (apartheid), interdisant les lieux publics aux noirs, en Afrique du Sud[6].
- 1991 : Pablo Escobar, le chef du cartel de Medellín, âgé de 41 ans, considéré comme l'un des plus grands[7] criminels du XXe siècle, se livre aux autorités colombiennes, et reçoit l'assurance de ne jamais être extradé vers les États-Unis.

### XXIesiècle
- 2009 : lancement de l'opération Rah-e-Nijat, lors du conflit armé du nord-ouest du Pakistan.
- 2010 : mariage de Victoria de Suède et de Daniel Westling, à la Storkyrkan.
- 2014 : Felipe de Borbón devient roi d’Espagne, sous le nom de Philippe VI, après l'abdication pour grand âge de son père Juan Carlos de Bourbon.
- 2016 : Virginia Raggi, candidate du Mouvement 5 étoiles, devient la première femme élue maire de Rome.
- 2018 : début de l'offensive de Deraa lors de la guerre civile syrienne.
- 2025 : troisième attaque de Bani Bangou, pendant la guerre du Sahel.

## Art, culture et religion
- 1989 : première à Los Angeles du premier film "Batman" de Tim Burton avec Jack Nicholson le Joker, Kim Basinger et Michæl Keaton dans le rôle titre[8].

## Sciences et techniques
- 1767 : le capitaine britannique Samuel Wallis (1728-1795) aborde l’île de Tahiti au cours d’un voyage autour du monde.
- 1819 : le navire américain Savannah arrive à Liverpool, au terme de la première traversée de l'océan Atlantique par un bateau à vapeur.[réf. nécessaire]
- 1970 : la cabine spatiale soviétique Soyouz 9 atterrit au Kazakhstan, après avoir établi un nouveau record de durée dans l'espace pour un vol habité : 17 jours, 16 heures et 59 minutes.
- 2018 : lancement du déploiement du DAB+ en France en commençant par la région dite des Hauts-de-France[9].

## Économie et société
- 1857 : signature en France de la loi d'assainissement et de mise en culture des "Landes de Gascogne".
- 1992 : le parlement suisse adopte une loi fédérale sur la « protection des données »[10].
- 2007 : lancement en France du site de vidéos en ligne YouTube.
- 2016 : 8 000 disques vinyles appartenant à Radio France sont vendus[11].

## Naissances

### XVIIesiècle
- 1623 : Blaise Pascal, mathématicien, physicien, philosophe, moraliste et théologien français († 19 août 1662).

### XVIIIesiècle
- 1717 : Johann Stamitz, violoniste et compositeur tchèque († 27 mars 1757).
- 1731 : Joaquim Machado de Castro, sculpteur portugais († 19 novembre 1822).
- 1764 : José Gervasio Artigas surnommé « El Libertador », militaire des Provinces-Unies du Río de la Plata († 23 septembre 1850).

### XIXesiècle
- 1805 : Victor Baltard, architecte français († 13 janvier 1874).
- 1815 : Cornelius Krieghoff, peintre canadien d’origine néerlandaise († 8 mars 1872).
- 1834 : Charles Spurgeon, prédicateur britannique († 31 janvier 1892).
- 1861 : 
  - Douglas Haig, militaire britannique († 29 janvier 1928).
  - José Rizal, poète, romancier, artiste, médecin, chirurgien, ophtalmologue, homme politique et linguiste philippin († 30 décembre 1896).
- 1871 : Fritz Hofmann, athlète et gymnaste allemand, multiple médaillé olympique († 14 juillet 1927).
- 1877 : 
  - Mario Tamagno, architecte italien († 1941)
  - Charles Coburn, acteur américain († 30 août 1961).
- 1881 : Louis Lavauden, forestier et zoologiste français († 1er septembre 1935).
- 1891 : « Saleri II » (Julián Sainz Martínez dit), matador espagnol († 7 octobre 1958).
- 1894 : Pierre Boisson, haut fonctionnaire français († 20 juillet 1948).
- 1896 : Wallis Simpson, duchesse de Windsor († 24 avril 1986).
- 1897 : Cyril Norman Hinshelwood, physicien chimiste anglais, prix Nobel de chimie de 1956 († 9 octobre 1967).
- 1899 : György Piller, escrimeur hongrois, double champion olympique en 1932 († 6 septembre 1960).

### XXesiècle
- 1902 : Guy Lombardo, violoniste et chef d'orchestre d'origine canadienne, naturalisé américain († 5 novembre 1977).
- 1903 : Lou Gehrig, joueur de baseball américain († 2 juin 1941).
- 1905 : Mildred Natwick, actrice américaine († 25 octobre 1994).
- 1907 : Ana Figuero, féministe, pédagogue et diplomate chilienne († 1970).
- 1909 : 
  - Osamu Dazai, écrivain japonais († 13 juin 1948).
  - Midori Naka, actrice japonaise († 24 août 1945).
- 1914 : Lester Flatt, chanteur et guitariste country américain († 11 mai 1979).
- 1920 : Yves Robert, acteur, scénariste, réalisateur et producteur français († 10 mai 2002).
- 1921 : 
  - Louis Jourdan, acteur français († 14 février 2015).
  - Simone Sauteur, enseignante, poète et résistante française († 26 mai 2012).
- 1922 : Aage Niels Bohr, physicien danois, prix Nobel de physique en 1975 († 8 septembre 2009).
- 1925 : Charlie Drake (en), humoriste, acteur et chanteur anglais († 23 décembre 2006).
- 1928 : 
  - Tommy DeVito (en), musicien et chanteur américain du groupe The Four Seasons († 21 septembre 2020).
  - Jacques Dupont, coureur cycliste français, champion olympique († 4 novembre 2019).
- 1929 : Raymond Bonham Carter, banquier britannique († 17 janvier 2004).
- 1930 :
  - François Abadie, homme politique français († 2 mars 2001).
  - Gena Rowlands, actrice américaine.
- 1931 : Joseph Weismann, rescapé de la rafle du Vèl' d'Hiv' fugitif de Beaune-la-Rolande.
- 1932 :
  - Marisa Pavan (Maria Luisa Pierangeli dite), actrice italienne et sœur jumelle d'
  - Anna Maria Pierangeli, actrice italienne († 10 septembre 1971).
- 1933 :
  - Michael M. Ames (en), anthropologue et enseignant universitaire canadien († 20 février 2006).
  - Viktor Patsaïev (Виктор Иванович Пацаев), cosmonaute russe († 30 juin 1971).
- 1934 : Arcadia Olenska-Petryshyn, peintre, critique d'art et rédactrice artistique américaine d'origine ukrainienne († 6 mai 1996).
- 1936 :
  - Shirley Goodman, chanteuse américaine († 5 juillet 2005).
  - Michel Guyard, évêque catholique français, évêque émérite du Havre († 23 juillet 2021).
  - Pierre MacDonald, homme d'affaires, administrateur, militaire et homme politique québécois († 7 juillet 2015).
- 1937 : 
  - André Glucksmann, philosophe et essayiste français († 10 novembre 2015).
  - Anita Strindberg, actrice suédoise.
- 1938 :
  - Jean-Claude Labrecque, réalisateur, scénariste et producteur québécois († 31 mai 2019).
  - Ian Smith (en), acteur australien.
- 1939 : Al Wilson (en), chanteur américain († 21 avril 2008).
- 1941 : Václav Klaus, homme politique tchèque, président de la République de 2003 à 2013.
- 1942 : Mouammar Kadhafi ( معمر القذافي), chef d'État libyen de 1969 à 2011 († 20 octobre 2011).
- 1944 :
  - Chico Buarque, chanteur compositeur écrivain brésilien.
  - Richard Monette, acteur et réalisateur canadien († 9 septembre 2008).
- 1945 : 
  - Françoise Chandernagor, femme de lettres française jurée de l'Académie Goncourt et ancienne haute fonctionnaire.
  - Aung San Suu Kyi (), opposante birmane prix Nobel de la paix en 1991 dans les geôles d'une junte militaire putschiste depuis 2021.
- 1947 :
  - Salman Rushdie, écrivain britannique d'origine indienne auteur des Versets sataniques.
  - John Ralston Saul, écrivain canadien.
- 1948 : Nick Drake, chanteur britannique († 25 novembre 1974).
- 1949 :
  - Philippe Descola, anthropologue français, directeur du laboratoire d'anthropologie sociale, et professeur au Collège de France.
  - John Duigan, acteur, producteur, réalisateur et scénariste britannique.
  - Yann Moulier-Boutang, économiste et essayiste français.
  - Anders Olsson, écrivain, professeur de littérature et académicien suédois.
- 1950 : Ann Wilson, chanteuse américaine du groupe Heart.
- 1951 :
  - Ayman al-Zaouahiri, chef né égyptien du réseau terroriste Al-Qaïda depuis l'exécution de Ben Laden, ancien second de ce dernier.
  - Thierry Girard, photographe français.
  - Karen Young, chanteuse canadienne.
- 1953 : Larry Dunn, claviériste américain du groupe Earth, Wind and Fire.
- 1954 :
  - Philippe Manœuvre, journaliste, animateur de télévision, animateur de radio et scénariste de bande dessinée français.
  - Kathleen Turner, actrice américaine.
- 1958 :
  - Luis Francisco Esplá, matador espagnol.
  - Sergueï Makarov (Сергей Михайлович Макаров), joueur de hockey sur glace russe.
- 1959 :
  - Mark DeBarge (en), chanteur, compositeur et musicien américain du groupe DeBarge.
  - Anne Hidalgo, femme politique française, maire de Paris depuis 2014.
- 1960 : Laurent Gamelon, acteur français.
- 1962 :
  - Paula Abdul, chanteuse américaine.
  - Anthony Edwards, acteur américain.
  - Ralph « Bucky » Phillips, meurtrier américain.
- 1963 : 
  - Floribeth Mora Diaz, miraculée possible de Jean-Paul II en tant que saint.
  - Sándor Wladár, nageur hongrois, champion olympique.
- 1964 :
  - Boris Johnson, homme politique anglais, maire de Londres de 2008 à 2016, l'un des fers de lance du Brexit, Premier ministre du Royaume-Uni de 2019 à 2022.
  - Mia Sara, actrice américaine.
- 1970 : Quincy Watts, athlète américain spécialiste du 400 m, double champion olympique.
- 1971 : José Emilio Amavisca, footballeur espagnol.
- 1972 :
  - Jean Dujardin, humoriste et acteur français.
  - Poppy Montgomery, actrice australienne.
  - Robin Tunney, actrice américaine.
- 1973 : 
  - Nâdiya (Nadia Zighem dite), chanteuse française.
  - Yūko Nakazawa, chanteuse et actrice japonaise.
- 1974 : Agnès Pannier-Runacher, haute fonctionnaire, cadre d'entreprise et femme politique française.
- 1975 :
  - Hugh Dancy, acteur britannique.
  - Anthony Parker, basketteur américain.
  - Ed Coode, rameur d'aviron britannique, champion olympique.
- 1977 : Maria Cioncan, athlète de demi-fond roumaine.
- 1978 :
  - Mía Maestro, actrice argentine et chanteuse de musique classique.
  - Dirk Nowitzki, joueur de basket-ball allemand.
  - Zoe Saldana, actrice américaine.
- 1979 : Cécile Hernandez-Cervellon, snowboardeuse handisport française.
- 1980 : Lauren Lee Smith, actrice canadienne.
- 1981 :
  - Moss Burmester, nageur néo-zélandais.
  - Nadia Centoni, joueuse italienne de volley-ball.
  - Valerio Cleri, nageur italien.
  - Dorian James, joueur sud-africain de badminton.
  - Clémentine Poidatz, actrice française.
- 1982 : Diana Munz, nageuse américaine, championne olympique.
- 1983 :
  - Gregor Arbet, basketteur estonien.
  - Macklemore (Ben Haggerty dit), chanteur américain.
  - Mark Selby, joueur de snooker anglais.
  - Aidan Turner, acteur irlandais.
- 1984 : Paul Dano, acteur américain.
- 1985 :
  - Yannick Bokolo, joueur international français de basket-ball.
  - Amélie de Montchalin, femme politique française.
  - José Ernesto Sosa, footballeur argentin.
- 1986 : Marie Dorin-Habert, biathlète française.
- 1987 : Éric Boily, coureur cycliste québécois.
- 1988 : Daniele Sottile, joueur de volley italien.
- 1989 : Abdelaziz Barrada, footballeur marocain.
- 1990 :
  - Brady Heslip, basketteur canadien.
  - Natsumi Matsubara (松原夏海), chanteuse japonaise.
- 1993 : Hugo Dumortier, basketteur français.
- 1998 : 
  - Viktoriya Zeynep Güneş, nageuse ukrainienne puis turque.
  - Suzu Hirose, mannequin et actrice japonaise.
  - José Luis Rodríguez, footballeur panaméen.
  - Atticus Shaffer, acteur américain.
  - Max Svensson, footballeur suédois.
  - Ömer Yurtseven, basketteur turc.

### XXIesiècle
- 2003 : Louis Bielle-Biarrey, joueur de rugby à XV français.

## Décès

### XIIesiècle
- 1164 (ou 18 juin) : Élisabeth de Schönau, visionnaire allemande et sainte catholique du XIIe siècle célébrée les 18 juin (° v. 1129).

### XIIIesiècle
- 1205 : Roman Mstislavich, prince de la Rus' de Halych-Volodymyr (° vers 1150).

### XIVesiècle
- 1312 : Pierre Gaveston, chevalier gascon (° 1283).
- 1341 : Julienne Falconieri, religieuse italienne, fondatrice des Sœurs et des Moniales de l'ordre des Servites de Marie (° 1270).

### XVIIesiècle
- 1631 : François Garasse, jésuite français redouté de toute la sphère littéraire (° vers 1585).
- 1656 : Ann Hibbins, veuve de Boston condamnée à mort pour sorcellerie[12].

### xviiiesiècle
- 1747 : Nader Chah, chah de Perse (° 22 octobre 1688).
- 1786 : Nathanael Greene, général américain (° 7 août 1742).

### XIXesiècle
- 1820 : Joseph Banks, naturaliste et botaniste |britannique (° 13 février 1743).
- 1839 : Joseph Paelinck, peintre belge (° 20 mars 1781).
- 1844 : Étienne Geoffroy Saint-Hilaire, naturaliste français (° 15 avril 1772).
- 1865 : Evángelos Záppas, entrepreneur et philanthrope grec (° 23 août 1800).
- 1867 : 
  - Maximilien Ier du Mexique, 2e empereur du Mexique, ayant régné de 1864 à 1867 (° 6 juillet 1832).
  - Miguel Miramón, général et homme d'État mexicain (° 29 septembre 1832).
  - Tomás Mejía, général mexicain d'origine indigène (° 17 septembre 1820).
- 1874 : Ferdinand Stoliczka, paléontologue morave (° 7 juin 1838).
- 1883 : Heinrich Joseph Dominicus Denzinger, théologien allemand (° 10 octobre 1819).
- 1884 : Juan Bautista Alberdi, théoricien politique et diplomate argentin (° 29 août 1810).
- 1886 : 
  - Hobart Pacha, officier de marine britannique (° 1er avril 1822).
  - Charles Trevelyan, administrateur colonial britannique (° 2 avril 1807).
- 1897 : Charles Cunningham Boycott, entrepreneur britannique, dont à la suite d'un évènement, le nom est devenu célèbre et nom commun (° 12 mars 1832).

### XXesiècle
- 1902 : John Emerich Edward Dalberg-Acton, historien et homme politique britannique (° 10 janvier 1834).
- 1903 : Herbert Vaughan, cardinal catholique anglais (° 15 avril 1832).
- 1918 : Francesco Baracca, as de l'aviation italien (° 9 mai 1888).
- 1940 : 
  - Aurélien Lugné-Poe, comédien français (° 27 décembre 1869).
  - Maurice Jaubert, compositeur français (° 3 janvier 1900).
- 1948 : Warner Richmond, acteur américain (° 11 janvier 1886).
- 1953 : Ethel (° 28 septembre 1915) et Julius Rosenberg (° 12 mai 1918), espions américains pour le compte de l'Union soviétique, exécutés sur la chaise électrique.
- 1956 : Thomas J. Watson, fondateur d'IBM (° 17 février 1874).
- 1963 : Andrée Marty-Capgras, journaliste et femme politique française (° 15 juin 1898).
- 1964 : Jiang Menglin, professeur, écrivain et homme politique chinois (° 20 janvier 1886).
- 1966 : Ed Wynn, acteur américain (° 9 novembre 1886).
- 1970 : Jacques Hébertot, journaliste et directeur de théâtre français (° 28 janvier 1886).
- 1975 : Sam Giancana, mafieux américain d’origine sicilienne (° 15 juin 1908).
- 1977 :
  - Jacqueline Audry, réalisatrice française (° 25 septembre 1908).
  - Geraldine Brooks, actrice américaine (° 29 octobre 1925).
- 1980 : Jijé (Joseph Gillain dit), dessinateur de bandes dessinées belge (° 13 janvier 1914).
- 1981 : Senya Fleshin, photographe et militant anarchiste russe (° 19 décembre 1894).
- 1986 : Coluche (Michel Colucci dit), humoriste, comédien et philanthrope français (° 28 octobre 1944).
- 1987 : Michel de Saint Pierre, écrivain français (° 12 février 1916).
- 1988 : Fernand Seguin, biochimiste et vulgarisateur scientifique québécois (° 9 juin 1922).
- 1991 : Jean Arthur, actrice américaine (° 17 octobre 1900).
- 1993 : William Golding, écrivain britannique, prix Nobel de littérature en 1983 (° 19 septembre 1911).
- 1995 : Peter Townsend, pilote britannique de la RAF (° 22 novembre 1914).
- 1997 : 
  - Olga Georges-Picot, actrice française (° 6 janvier 1940).
  - Bobby Helms, chanteur américain (° 15 août 1933).
  - Robert LaPalme, caricaturiste québécois (° 14 avril 1908).
- 1999 :
  - Chomo (Roger Chomeaux dit), sculpteur français (° 28 janvier 1907).
  - Henri d'Orléans, « comte de Paris » (° 5 juillet 1908).
  - Mario Soldati, cinéaste italien (° 17 novembre 1906).

### XXIesiècle
- 2004 : André Gillois, auteur français (° 8 février 1902).
- 2007 : José Luis Cantero (connu sous le surnom d'El Fary), chanteur populaire et acteur espagnol (° 20 août 1937).
- 2010 : Nathalie Nattier, actrice française (° 19 mai 1924).
- 2011 : Don Diamond, acteur américain (° 4 juin 1921).
- 2012 : Richard Lynch, acteur américano-irlandais (° 12 février 1936).
- 2013 : 
  - James Gandolfini, acteur et producteur américain (° 18 septembre 1961).
  - Gyula Horn, homme politique hongrois, 3e Premier ministre de Hongrie, ayant exercé de 1994 à 1998 (° 5 juillet 1932).
  - Slim Whitman, chanteur de musique country américain (° 20 janvier 1924).
- 2014 : Gerry Goffin, parolier américain (° 11 février 1939).
- 2018 : 
  - William McGill « Bill » Kenville, basketteur américain (° 1er décembre 1930).
  - Koko, femelle gorille en captivité, capable de communiquer en langue américaine des signes (° 4 juillet 1971).
- 2019 : Zdar (Philippe Cerboneschi dit), musicien français du duo électro français Cassius (° 28 janvier 1967).
- 2020 :
  - Emmanuel Aka (parfois surnommé Aka la guerre), joueur de football international ivoirien (° vers 1951)[13].
  - Ian Holm, acteur britannique (° 12 septembre 1931).
  - Carlos Ruiz Zafón, auteur et scénariste espagnol (° 25 septembre 1964).
- 2021 : Philousports (Philippe Vignolo dit), influenceur français, marseillais et corse (° 3 octobre 1971).
- 2023 :
  - Florin Aftalion, économiste français (° 23 juin 1937).
  - Pierre Aubert, homme politique suisse (° 1er février 1929).
  - Karolis Chvedukas, footballeur lituanien (° 21 avril 1991).
  - Marie-Pierre Duhamel-Muller, programmatrice de cinéma, documentariste, enseignante, traductrice et interprète française (° 28 septembre 1952).
  - Jim McCourt, boxeur irlandais (° 24 janvier 1944).
  - Gabriele Schnaut, artiste lyrique allemande (° 24 février 1951).

## Célébrations

### Internationale
Journée mondiale de sensibilisation à la drépanocytose.
Journée internationale pour l'élimination de la violence sexuelle en temps de conflit.

### Nationales
- Algérie (Union africaine) : fête de la Révolution[15].
- États-Unis : juneteenth -aussi appelé freedom day ou emancipation day (« jour (voire fête) de la liberté (ou de) l'émancipation ») commémorant dans 31 États fédérés des States l'annonce de l'abolition de l'esclavage faite au Texas en 1865.
  - Laguna,
  - Palawan,
  - Surigao du Nord,
  - Surigao du Sud : fête des première, troisième et quatrième (en) et fête de la forêt (en) dans la deuxième de ces quatre provinces des
- Philippines ci-dessus.
- Trinité-et-Tobago : labour day / « fête du travail » commémorant des émeutes populaires de 1937[16].
- Uruguay : 
  - natalicio de Artigas / « naissance de José Gervasio Artigas » commémorant celle du libertador en 1764 supra[17] ;
  - día del abuelo / fête des grands-pères[18] ;
  - Nunca más (« Plus jamais ») en souvenir de la dictature militaire de 1973 à 1985[19].

### Saints des Églises chrétiennes

#### Saints des Églises catholiques et orthodoxes
Référencés ci-après in fine, :
- Bruno de Querfurt († 1009), évêque de Querfurt, martyr en Ruthénie ; fête locale, fêté aussi le 9 mars en Occident[22] et le 15 octobre en Orient[23] (voir encore 6 octobre).
- Saint Dié / Didier de Nevers († 679), évêque de Nevers puis ermite et abbé dans les Vosges (voir aussi 23 avril voire 8 avril et 24 avril).
- Gaudence (it) († 365), évêque, avec Culmace, diacre, André, laïc et 53 compagnons, martyrs.
- Gervais et Protais (Ier siècle), frères jumeaux et leurs parents Vital de Ravenne et Valérie de Milan, martyrs à Milan sous l'empereur romain Néron.
- Hildegrin († 827), bienheureux, évêque de Halberstadt en Allemagne puis évêque de Châlons-sur-Marne.
- Hildemarque († vers 685), moniale à Bordeaux puis première abbesse de Fécamp en Normandie.
- Innocent du Mans († 559), évêque du Mans (sinon 28 décembre).
- Jude († vers 80), apôtre indirect auteur d'épître(s) du Nouveau testament biblique chrétien - date orthodoxe; fêté le 28 octobre en occident.
- Lambert (VIIIe siècle), esclave laboureur probablement d'origine française/franque, martyrisé par son maître musulman près de Saragosse en Aragon ; fêté aussi le 16 avril en Orient[24] ou en Occident avec les 18 martyrs de Saragosse[25].
- Rivanone de Lanhouarneau (VIe siècle), laïque bretonne, mère de saint Hervé l'Aveugle.
- Romuald de Ravenne († 1027), ermite prophète, fondateur de l'ordre des Camaldules, le dernier des pères du désert.
- Ursicin de Ravenne (Ier siècle), laïc médecin martyr.
- Zosime (Ier siècle), soldat romain martyrisé pour sa foi chrétienne.

#### Saints et bienheureux des Églises catholiques
référencés ci-après :
- Elena Aiello († 1961), bienheureuse religieuse italienne et fondatrice d'une congrégation religieuse.
- Gerland († v. 1274), bienheureux laïc polonais vénéré en Italie.
- Humphrey Middlemore († 1535), bienheureux prêtre religieux chartreux anglais martyr.
- Julienne Falconieri († 1341), bienheureuse religieuse italienne fondatrice des Sœurs et des Moniales de l'Ordre des Servites de Marie.
- Micheline Mitelli († 1356), bienheureuse et tertiaire franciscaine italienne.
- Modeste Andlauer († 1900), martyr français, prêtre missionnaire jésuite en Chine.
- Odon de Tournai († 1113), bienheureux moine bénédictin, fondateur de l’abbaye Saint-Martin de Tournai, et évêque de Cambrai.
- Rémy Isoré († 1900), martyr français, prêtre missionnaire jésuite en Chine.
- Sebastian Newdigate († 1535), bienheureux prêtre religieux chartreux anglais martyr.
- Thomas Woodhouse († 1573), bienheureux prêtre jésuite anglais martyr.
- William Exmew († 1535), bienheureux prêtre religieux chartreux anglais martyr.

#### Saints orthodoxes
référencés aux dates parfois "juliennes" / orientales :
- Barlaam (ru) († 1462), fils de boïards de Novgorod en Russie, fondateur d'un monastère près de Viajsk.
- Job de Moscou († 1607), né près de Tver en Russie, moine puis higoumène (abbé) puis évêque de Kolomna et ensuite de Rostov, métropolite de Moscou et enfin patriarche de Moscou.
- Paissios de Bansko († 1722), moine.

### Prénoms du jour
Bonne fête aux Romuald et son féminin Romualde.
Et aussi aux :
- Déodat,
- Gervais, Gervasio et leurs féminins Gervaise, Gervasia ;
- aux Jude pour les Églises d'Orient ;
- aux Micheline (voir saints Michel & (arch)anges les 29 septembre) ;
- aux Thaddée, Taddeo, Thad(d)eus pour les Églises d'Orient.

## Traditions et superstitions

### Dictons
- « À saint-Gervais, pense à tes navets. »[26]
- « La pluie de Saint-Gervais fait le pain mauvais. »[27]
- « Quand il pleut à la saint-Gervais, il pleut quarante jours après [vers le 29 juillet]. »[28]
- « Qu'il pleuve à saint-Gervais, en partie sera pourri le blé. »[réf. nécessaire]
- « Qu'il pleuve pour la saint Gervais, c’est signe de pauvres blés. »[réf. nécessaire]
- « Saint Gervais, quand il est beau, tire Médard [8 juin] et Barnabé [11 juin] de l'eau. »[29]
- « S'il pleut à la saint-Gervais, pour les blés, signe mauvais. »[30]

### Astrologie
Signe du zodiaque : 29e et antépénultième jour du signe astrologique des Gémeaux.

## Toponymie
Les noms de plusieurs voies, places, sites ou édifices de pays ou provinces francophones contiennent cette date sous diverses graphies éventuelles : voir Dix-Neuf-Juin .